# Île (film)
Pour les articles homonymes, voir Île (homonymie).
Pour plus de détails, voir Fiche technique et Distribution.
Île (Νήσος (Nisos)) est un film grec réalisé par Christos Dimas et sorti en 2009.
Plus gros succès de la saison 2009-2010 avec 350 000 entrées. Une suite est sortie en 2011.

## Fiche technique
- Titre : Île
- Titre original : Νήσος (Nisos)
- Réalisation : Christos Dimas
- Scénario : Elena Solomou et Kostis Papadopoulos
- Direction artistique : Kiki Pitta
- Décors : Kiki Pitta
- Costumes : Kiki Pitta
- Photographie : Yorgos Argiroiliopoulos
- Son : George Faskiotis
- Montage :
- Musique :
- Société(s) de production : Black Orange, Nova, Village Roadshow Productions
- Pays d'origine :  Grèce
- Langue : grec
- Format :
- Genre : Comédie
- Durée : 96 minutes
- Date de sortie : 
  - Grèce : 29 décembre 2009

## Distribution
- Eleni Kastani
- Elissabet Konstantinidou
- Vladimiros Kiriakidis
- Tania Tripi
- Dimitris Tzoumakis